# Il bambino misterioso
Il bambino misterioso (Das fremde Kind) è una fiaba di Ernst Theodor Amadeus Hoffmann facente parte della raccolta I confratelli di Serapione, pubblicata in quattro volumi tra il 1819 e il 1821.

## Trama
I piccoli dei signori von Brakel, Felice e Cristina, incontrano nella foresta il bambino misterioso, figlio della regina delle fate e proveniente da un paese lontano. Il bambino misterioso insegna a Felice e Cristina a parlare coi fiori, col ruscello e con gli alberi, li porta con sé in volo nel cielo e costruisce per loro dei magnifici giocattoli con le pietre colorate, i fili d’erba e i ramoscelli. Egli però deve sempre allontanarsi prima del tramonto perché teme di venir catturato da Pepser, il re degli gnomi, vecchio nemico del Paese delle Fate. Un giorno arriva in casa dei Brakel il nuovo istitutore dei bambini, il lugubre Magister Inchiostro, uomo dalle fattezze bizzarre e dalle maniere rudi e scostanti che ben presto Felice e Cristina prenderanno a detestare.

## Commento
Come in tutte le sue fiabe, anche nel Bambino misterioso Hoffmann tratteggia i personaggi e le situazioni inserendoli in un contesto da racconto gotico e fantastico. Sotto questo riguardo appare emblematica l’agnizione di uno degli antagonisti, il cui ritorno all’aspetto originale viene descritto dall’autore con accenti raccapriccianti.

## Edizioni italiane
- Il bambino straniero, in I Fedeli di San Serapione, introduzione di Bonaventura Tecchi, traduzione di Rosina Spaini, Gherardo Casini Editore, Roma, 1957.
- Il bimbo misterioso, in Romanzi e racconti, volume II (I Confratelli di San Serapione), introduzione e nota bio-bibliografica di Claudio Magris, traduzioni di Carlo Pinelli, Alberto Spaini, Giorgio Vigolo, Einaudi, Torino, 1969.
- Il bimbo misterioso: fiaba per bambini e per coloro che non lo sono più, traduzione di Carlo Pinelli, illustrazioni di Carla Guidetti Serra Spriano, Einaudi, Torino, 1989.